# Sophie Keller
Sophie Helene Henriette Keller, født Rung (14. november 1850 i København – 1. maj 1929 sammesteds) var en dansk operasangerinde (sopran).
Hun var datter af komponisten Henrik Rung og søster til Frederik og Georg Rung og fik sin debut i 1869 på Det Kongelige Teater som Agathe i Jægerbruden. Med sin mørktfarvede lyrisk-dramatiske sopran optrådte hun i roller som Leonora i Trubaduren, titelrollen i Aida og Senta i Den flyvende Hollænder. Betydeligt pædagogisk virke for sangere som Elisabeth Dons, Emilie Ulrich, Ida Møller og Ingeborg Steffensen. Kongelig kammersangerinde i 1894.